# یان پروخیرا

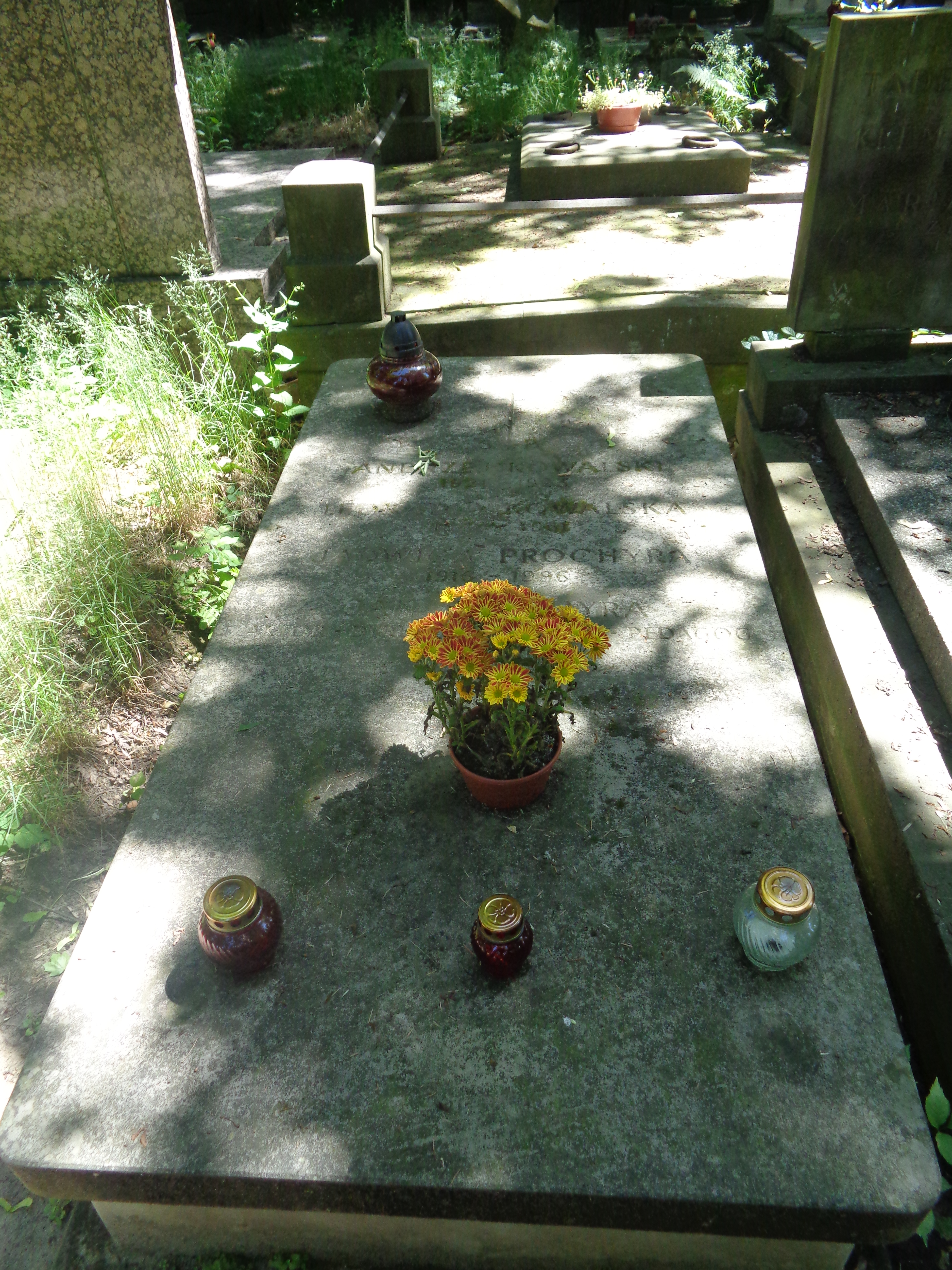
قبر یان پروخیرا در گورستان پووزکی

یان پروخیرا (لهستانی: Jan Prochyra؛ ۲ دسامبر ۱۹۴۸ – ۲۰ مه ۲۰۱۵) بازیگر اهل لهستان بود.
از فیلم‌ها یا مجموعه‌های تلویزیونی که وی در آن‌ها نقش داشته‌است، می‌توان به خون بی‌گناه، سرهنگ کفیاتکوفسکی، اجاره‌نشین‌ها، انتقام و افسانه‌ای باستانی: آن هنگام که خورشید ایزد بود اشاره نمود.